# 三苫駅

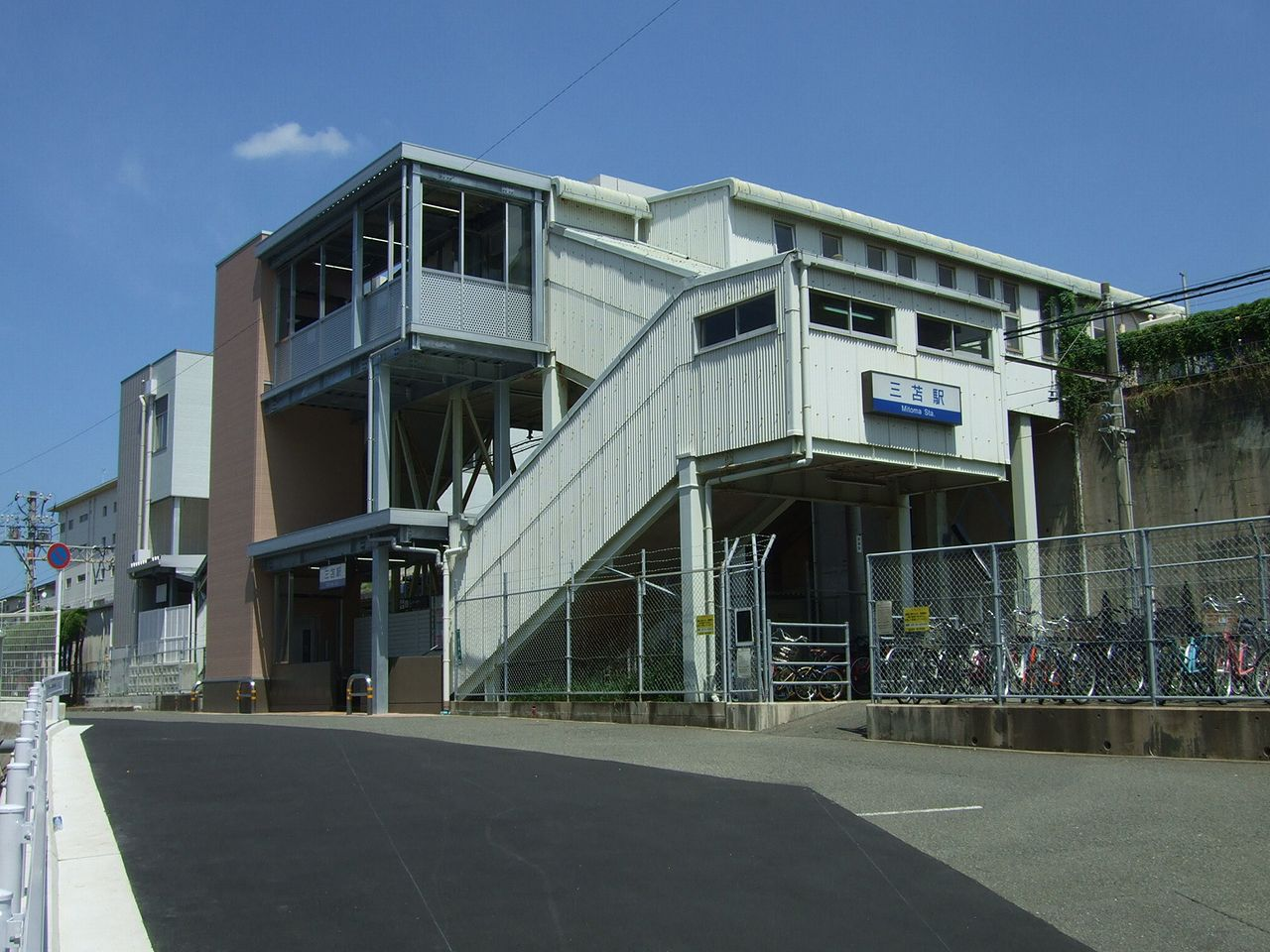
西口

三苫駅（みとまえき）は、福岡県福岡市東区美和台3丁目にある西日本鉄道（西鉄）貝塚線の駅。駅番号はNK09。

## 歴史
- 1925年（大正14年）7月1日：博多湾鉄道汽船の駅として開業。
- 1942年（昭和17年）9月19日：博多湾鉄道汽船が九州電気軌道（のちの西日本鉄道）に合併される。
- 1986年（昭和61年）11月1日：橋上駅舎供用開始。1面1線から2面2線化[1]。
- 2007年（平成19年）4月1日：当駅折り返し列車の設定が無くなる。
- 2013年（平成25年）5月23日：西鉄新宮方に改札階と各ホームを結ぶエレベーター専用跨線橋を設置[2]。
- 2017年（平成29年）2月1日：駅ナンバリングを導入[3]。
- 2024年（令和6年）10月1日：駅集中管理システム試験運用開始[4]。
- 2025年（令和7年）4月1日：駅集中管理システムの本格的な運用を開始（予定）[5]。

## 駅構造
相対式ホーム2面2線を有する橋上駅で、貝塚線唯一の跨線橋を有する駅。跨線橋とは別に、西鉄新宮方にエレベーター専用の跨線橋が上りホーム、下りホームそれぞれ1基ずつ設置されている。福岡市地下鉄の貝塚駅延長に併せて、従来の1面1線から設備が増強された。
地下鉄と貝塚線との乗継割引運賃が適用される貝塚線の駅のうち、最も貝塚駅から遠い駅である。
2007年3月31日まではラッシュ時には当駅折り返し列車もあり、2番乗り場はごく一部の例外を除き折り返し列車専用で、列車発着のない日中時間帯は閉鎖されていたが、同年4月1日の西鉄新宮駅 - 津屋崎駅間廃止に伴うダイヤ改正で全列車が貝塚駅 - 西鉄新宮駅間の運行となったため、2番乗り場が貝塚方面の発着ホームとなり、終日入場できるようになった。

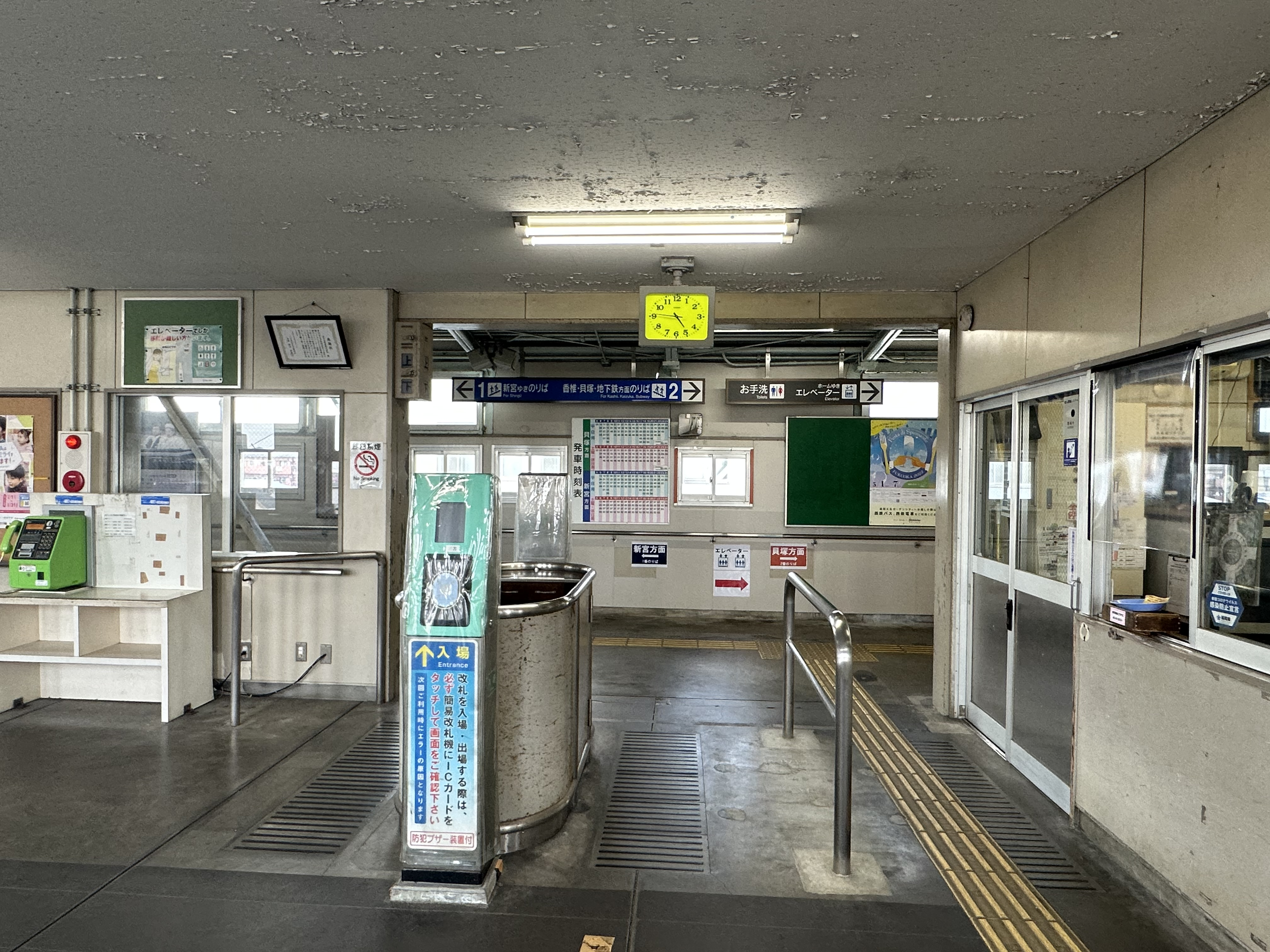
駅構内(改札)

のりば
| 乗り場 | 路線    | 行先                 |
| ------ | ------- | -------------------- |
| 1      | ■貝塚線 | 新宮ゆき             |
| 2      | ■貝塚線 | 香椎・千早・貝塚方面 |

## 利用状況
2024年度の1日平均乗降人員は3,647人である。
各年度の1日平均乗車および乗降人員は下表のとおり。
| 年度   | 1日平均 乗車人員 | 1日平均 乗降人員 |
| ------ | ---------------- | ---------------- |
| 1996年 | 2,359            | 4,948            |
| 1997年 | 2,271            | 4,721            |
| 1998年 | 2,164            | 4,501            |
| 1999年 | 2,156            | 4,361            |
| 2000年 | 2,060            | 4,140            |
| 2001年 | 1,948            | 3,918            |
| 2002年 | 1,953            | 3,915            |
| 2003年 | 1,809            | 3,615            |
| 2004年 | 1,690            | 3,378            |
| 2005年 | 1,660            | 3,318            |
| 2006年 | 1,685            | 3,367            |
| 2007年 | 1,585            | 3,173            |
| 2008年 | 1,622            | 3,243            |
| 2009年 | 1,562            | 3,121            |
| 2010年 | 1,575            | 3,149            |
| 2011年 | 1,568            | 3,137            |
| 2012年 | 1,611            | 3,222            |
| 2013年 | 1,677            | 3,356            |
| 2014年 | 1,715            | 3,488            |
| 2015年 | 1,721            | 3,440            |
| 2016年 | 1,721            | 3,442            |
| 2017年 | 1,740            | 3,478            |
| 2018年 | 1,770            | 3,538            |
| 2019年 | 1,787            | 3,574            |
| 2020年 |                  | 2,936            |
| 2021年 |                  | 3,048            |
| 2022年 |                  | 3,250            |
| 2023年 |                  | 3,440            |
| 2024年 |                  | 3,647            |

## 駅周辺
東区の北端、福岡市の北東端に近い位置にある。東口側、西口側ともに周辺は住宅地となっている。
- 福工大前駅 - JR鹿児島本線
- 三苫小学校
- 美和台小学校
- 福岡美和台郵便局
- 福岡市東部農業協同組合三苫支店
- 綿津見神社
- 三苫海水浴場
- 福岡県道538号湊塩浜線
- 福岡工業大学
- 福岡工業大学附属城東高等学校
- マルショク三苫店

### バス路線
東口側に西鉄バス「西鉄三苫駅」バス停がある。運行路線は2025年3月15日現在のもの。
- ■23 / ■無番
  - 西鉄三苫駅 - 和白 - 香椎 - 千早駅前
- ■■23
  - 西鉄三苫駅 - 和白 - 香椎 - 名島 - 貝塚 - 箱崎浜 - 石堂大橋 - 蔵本 - 天神
- ■■23A
  - 西鉄三苫駅 - 和白 - （香椎RP - 都市高速 - 呉服町RP） - 蔵本 - 天神
- ■■21B
  - 西鉄三苫駅 - 奈多 - 雁の巣 - アイランドシティ - （香椎浜RP - 都市高速 - 呉服町RP） - 蔵本 - 天神

## 隣の駅
西日本鉄道
■貝塚線
和白駅（NK08） - 三苫駅（NK09） - 西鉄新宮駅（NK10）